# Ptaszek na uwięzi
Ptaszek na uwięzi (ang. Bird on a Wire) – komedia sensacyjna z wątkiem romantycznym z roku 1990, reżyseria John Badham. W roli głównej wystąpił Mel Gibson. W pozostałych rolach wystąpili: Goldie Hawn, David Carradine, Bill Duke, Joan Severance.

## Opis filmu
Rick Jarmin uczestniczył w procesie mafii narkotykowej, jako świadek oskarżenia. W ramach federalnego programu ochrony świadków zmienia tożsamość i rozpoczyna nowe życie. Jednak po latach gangsterzy wykradają z archiwów FBI jego nowe dane i próbują go odnaleźć. Rick znowu musi zmieniać tożsamość i miejsce zamieszkania.